# 冬来たる (ゲーム・オブ・スローンズ)
『冬来たる』（Winter Is Coming）はHBOのファンタジー・テレビドラマ・シリーズである『ゲーム・オブ・スローンズ』の第1章『七王国戦記』の第1話である。プロデューサーでもあるデイヴィッド・ベニオフ と D・B・ワイスによって、原作『七王国の玉座』に忠実に脚本が書かれ、トマス・マッカーシーが監督した未放送のパイロット版を引き継いで、ティム・ヴァン・パタンが監督した。日本ではスター・チャンネルが放送した。
シリーズ最初のエピソードとして、世界の設定と主要キャラクターが紹介される。スターク家が中心に描かれ、前任の宰相である〈王の手〉の死の後、王がスターク家の当主 エダードを後任に選ぶ。スターク家の子供たちがそれぞれダイアウルフの仔を飼うことになる。デナーリスは蛮族のドスラク人の族長と結婚させられる。ブラン・スタークはジェイミー・ラニスターに塔から突き落とされる。
タイトルはスターク家の標語から取られている。この世界では何年間も同じ季節が続くため、やがて来る長い冬に備えよとの警告を意味する。

## あらすじ
ウェスタロス大陸の複数の場所での出来事が語られるが、中心になるのはエダードが領主として治める北部のウィンターフェルである。ウェスタロスのかつての君主家だが、今は亡命状態にあるターガリエン家の生き残りの二人が暮らす、〈狭い海〉を渡ったエッソス大陸がもうひとつの舞台となる。

### 〈壁〉の向こう側
〈冥夜の守人〉の3人の哨士のシーンからエピソードが始まる。3人は、王国の北限にある巨大の氷の〈壁〉の向こう側を見回っている。〈壁〉の北にすむ自由民である〈野人〉の死体を見つけた後、超自然的な怪物と、生き返った〈野人〉を見て驚く。2人は殺されるが、3人目のウィルは生き残り、〈冥夜の守人〉を脱走する。

### キングズランディング
キングズランディングにて、サーセイ王妃(レナ・ヘディ)と双子の弟のジェイミー( ニコライ・コスター＝ワルドー)は〈王の手〉ジョン・アリンの亡骸が〈沈黙の修道女〉に処理されているのを見ている。ジョンが、二人にとって危険な情報を、死ぬ前に誰かに漏らしたかどうか二人は心配する。ジェイミーは、もしジョンが誰かに漏らしていれば、二人ともすでに処刑されているはずだとサーセイを安心させる。

### 〈北部〉
ウィンターフェルのスターク家が紹介される。エダード(ネッド)(ショーン・ビーン)、妻キャトリン(ミシェル・フェアリー)、長男のロブ(リチャード・マッデン)、長女のサンサ(ソフィー・ターナー)、次女のアリア(メイジー・ウィリアムズ)、10歳の次男ブラン(アイザック・ヘンプステッド＝ライト)、三男のリコン、そしてエダードの落とし子であるジョン・スノウ(キット・ハリントン)である。
エダードは〈冥夜の守人〉の脱走兵のウィルが捕まったと知らされる。〈冥夜の守人〉は、決して脱走はしないと誓約しており、これを破ったものは死刑となる。エダードはロブ、ジョン、ブランの息子たちを連れて処刑を見学させる。ウィルは処刑を受け入れるが、ホワイト・ウォーカーを見たと主張する。エダードは自ら死刑を言い渡し首をはねる。死刑を言い渡した者が、自ら剣をふるうべきなのだとブランに教える。ブランはホワイト・ウォーカーについて父親に尋ねるが、狂人のたわごとであり、絶滅して数千年にもなると答える。
帰り道、スターク家の父子はバラシオン家の紋章である牡鹿が死んでいるのを見つける。そのそばで、死んだダイアウルフとまだ息のある仔狼を見つける。ダイアウルフがスターク家の紋章であり、ジョンのための白子の仔を含め、スターク家の子供たちと同じ数だけの仔がいたため、ペットとして飼うことにする。
ウィンターフェルに戻ると、エダードのかつての師であり、キャトリンの妹婿であるジョン・アリンの死を知らせる手紙が届いたと、キャトリンが伝える。ロバート王 (マーク・アディ)がウィンターフェルにやって来ることを、別の鴉が手紙で知らせる。ウィンターフェルは王、王妃、そしてプリンス・ジョフリー(ジャック・グリーソン)、プリンセス・ミアセラ、プリンス・トメン、〈王の盾〉の一員であるジェイミー・ラニスター、その弟で小人のティリオン・ラニスター(ピーター・ディンクレイジ)らを迎える。ロバートは、かつての婚約者でエダードの妹のリアナの墓を参り、誰も信じられないとエダードに語る。エダードを新しい〈王の手〉にすると決めたと言い、両家の絆を固めるために、サンサをジョフリーと婚約させようという。
その夜、キャトリンはジョン・アリンの未亡人となった妹ライサから手紙を受け取る。ライサは、ジョンが王妃の身内のラニスター家に殺されたと疑っている。エダードは〈王の手〉への就任を渋っていたが、旧友ロバートを守るために受け入れる。高い所に登るのが好きなブランは古い塔に登り、サーセイ王妃が弟のジェイミーと性交しているところを目撃する。近親相姦の秘密を守るため、ジェイミーはブランを塔の窓から突き落とす。

### 狭い海の向こう側
亡命中のヴィセーリス・ターガリエン(ハリー・ロイド)は、ロバート王を倒して父の玉座を取り戻そうと企む。そのために、妹デナーリス(エミリア・クラーク)を、野蛮な遊牧民であるドスラク人の強力な族長のカール・ドロゴ(ジェイソン・モモア)に嫁がせる。
デナーリスは野蛮人の婿を怖がるが、兄に諭される。婚儀でデナーリスは2つの贈り物を貰う。七王国から追放され、ターガリエン家に仕える騎士であるジョラー・モーモント(イアン・グレン)からは七王国の書物を、結婚を整えた豪商のイリリオ・モパティスからは、3個の石化したドラゴンの卵を貰う。

## 製作

### パイロット版
シリーズ製作は2007年1月に始まった。HBOは映像化の権利を買い取り、原作1冊を1シーズンとし、プロデューサーおよび脚本家としてデイヴィッド・ベニオフ と D・B・ワイスを雇った。第一稿および第二稿はそれぞれ2007年8月と2008年6月に提出され、パイロット版の製作が2008年11月以前に発注された。
パイロット版の監督としてトム・マッカーシーが選ばれ、2009年10月24日から11月19日まで、北アイルランド、スコットランドそしてモロッコで撮影された。2010年9月に、HBOがシリーズ製作を発表した。だが芸術上の理由及びキャスティング上の理由によって、パイロット版は第1話として使われないことになった。
パイロット版を演じた俳優の中には、シリーズに出演しない人々もいた。主要なキャストでは、デナーリス・ターガリエン役だったタムジン・マーチャントはエミリア・クラークに代わり、キャトリン・スターク役だったジェニファー・イーリーはミシェル・フェアリーに代わった。
また、パイロット版ではウィンターフェルがスコットランドで、ペントスがモロッコで撮影されたが、それぞれ北アイルランドとマルタで撮影され直した。
パイロット版が放送されることはなく、ティム・ヴァン・パタンが新たに監督となって撮影されたが、パイロット版のシーンの一部はそのまま使われた。

### 脚本
脚本は、プロデューサーのデイヴィッド・ベニオフ と D・B・ワイス自身によって書かれ、原作第一部『七王国の玉座』のプロローグ、および第1-7、9、12章に基づいている。原作ではギャレッドが生き残るが、ドラマではウィルが生き残っている。またラニスター家の双子の視点から描かれたシーン、カール・ドロゴがデナーリスの意思を無視してセックスをする、婚礼初夜のシーンが付け加えられている。

### 撮影
イリリオ・モパティスの豪邸の外のシーンは、16世紀に造られたマルタ大統領の夏宮殿で撮影された。ウィンターフェルの中庭には駐車場が使われ、ワインセラーが地下墳墓として使われた。
レナ・ヘディが妊娠中だったため、セックスシーンには代役が使われた。スターク家がダイアウルフに殺された牡鹿を見つけるシーンでは、2日前に死んだ実物が使われ、俳優たちはひどい死臭への反応を顔に出さないよう苦労した。

## 評判

### 視聴者数
初回放送では220万人が見て、同夜の再放送ではさらに200万人が見た。次の日には、さらに6度再放送されて、さらに120万人が見た。次週の再放送も加えると、視聴者は合計で680万人に達した。

### 国外
HBO カナダでは、アメリカと同時に放送された。イギリスおよびアイルランドでは2011年4月18日にSky Atlanticで放送され、ネットワーク最高記録となる75万人が見た。ラテンアメリカでは2011年5月8日から放送された。ニュージーランドのDominion Postは、著作権に関する記事の中で、ラテンアメリカでは放送前にファイル共有サービスを通じてダウンロードされていたと報じた。

### 賞
ティム・ヴァン・パタンは2011年プライムタイム・エミー賞の監督賞ドラマシリーズ部門にノミネートされた。またメークアップ賞シングルカメラ・ドラマシリーズ部門にもノミネートされた。

## 参照
1. ↑  Hibberd, James. “'Game of Thrones' premiere ratings are in”. Inside TV. 2011年5月24日閲覧。
2. ↑  Hibberd, James. “'Game of Thrones' ratings steady for second episode”. Inside TV. 2011年5月26日閲覧。
3. ↑  “Game Of Thrones”.   Emmys.com. 2013年3月5日閲覧。